# Cestrum knappiae
Cestrum knappiae är en potatisväxtart som beskrevs av A.K.Monro. Cestrum knappiae ingår i släktet Cestrum och familjen potatisväxter. Inga underarter finns listade i Catalogue of Life.